# Víctor Raúl Haya de la Torre-El Molino
Víctor Raúl Haya de la Torre-El Molino es un caserío peruano ubicado en el distrito de Barranca, perteneciente a la provincia homónima del departamento de Lima, en la costa central del Perú. 

## Ubicación
Víctor Raúl Haya de la Torre-El Molino se ubica al oeste de la provincia de Barranca, en el distrito de Barranca, en el departamento de Lima.

## Demografía
En 2017 Víctor Raúl Haya de la Torre-El Molino tenía una población de 801 habitantes.
| Gráfica de evolución demográfica de Víctor Raúl Haya de la Torre-El Molino entre 1993 y 2017 |
|                                                                                              |
| Fuentes: Población 1993 y 2017                                                               |